# Одеське товариство «Просвіта»
Одеське товариство «Просвіта» — культурно-просвітницька організація, що існувала з 1905 по 1909. Діяльність поширювалася тільки на місто. Об'єднувала понад 500 членів. Діяло 4 секції: наукова, драматична, літературна, вокально-музична. Наукова секція проводила понад 60 лекцій щорічно за різноманітною тематикою: про українських громадських, наукових, літературних діячів; про марксизм та ставлення марксистів до національного питання тощо. Лекції читались українською мовою, серед лекторів були відомі діячі українського руху М. Комар (Комаров Михайло Федорович), І.Луценко, С. Шелухин та ін.
Драматична секція заснувала власну трупу і артистичну дитячу групу «Коза-дереза», щотижня ставила вистави. При секції діяли курси української вимови і декламації. Вокально-музична секція організувала власний хор. Артистичні секції співпрацювали з польськими й литовськими просвітніми товариствами, їх діяльність приносила матеріальні прибутки, які йшли на користь «Просвіти».
Товариство мало власну бібліотеку з понад 200 томів, книгарню, історичний музей, помешкання із залом для лекцій і концертів на 300 осіб. Для видання книжок був створений фонд ім. Л.Смоленського, коштом якого вийшли книги М.Комарова «Запорізькі вольності» та І.Бондаренка «Про Гарібальді». З періодики виходив журнал «Народна справа».
Зусиллями «Просвіти» 1906 в Новоросійському університеті О.Грушевський почав читати лекції з українознавства. 1907 на загальних зборах була ухвалена резолюція про відкриття при товаристві початкової школи з виключно українською мовою викладання, вироблений і затверджений навчальний план, зібрано близько 500 рублів. Але здійснити ці плани не дозволили власті. Одеське товариство передало зібрані кошти Подільському товариству «Просвіта» на потреби українських шкіл.
Офіційним приводом для закриття Одеської «Просвіти» став вихід книги І.Бондаренка «Про Гарібальді» в листопаді 1909.